# Бад-Ненндорф
Бад-Ненндорф (нім. Bad Nenndorf) — місто в Німеччині, розташоване в землі Нижня Саксонія. Входить до складу району Шаумбург. Адміністративний центр об'єднання громад Ненндорф.
Площа — 23 км2. Населення становить 11 189 ос. (станом на 31 грудня 2021).